# Карак (пирожное)
Карак (фр. Carac) — швейцарский десерт, распространённый во франкоязычной части Швейцарии. Представляет собой пирожное с основой из песочного теста, с шоколадной начинкой и ярко-зелёной глазурью сверху.

## История
Этимология названия пирожного неясна. Отмечается фонетическая связь с caraque, что, согласно «Универсальному словарю практической кухни» Жозефа Фавра (Dictionnaire universel de cuisine pratique de Joseph Favre (1894 г.), обозначает тип «какао высшего качества, например, производимого в Каракасе». Первые устные упоминания о караке швейцарскими кондитерами датируются первой половиной XX века; письменные упоминания о караке в профессиональных изданиях для кондитеров появляются во второй половине XX века. При этом ганаш, основной ингредиент при изготовлении карака, имеет австрийское происхождение: торт Захер, изобретенный в 1832 году австрийцем, содержит ганаш.

## Приготовление
Основа пирожного – небольшие тарталетки (корзинки) из песочного теста. Шоколадная начинка (ганаш) готовится из молока, шоколада и сливочного масла. Её покрывают зелёной глазурью. Глазурь может промазываться абрикосовым джемом, что придаёт ей особый блеск. На глазури по традиции ставится точка из кувертюра. В настоящее время караки часто украшают разными тематическими рисунками, фигурами. Диаметр изделия варьируется от 6 до 25 сантиметров. Также десерт может быть приготовлен в виде сладкого пирога.

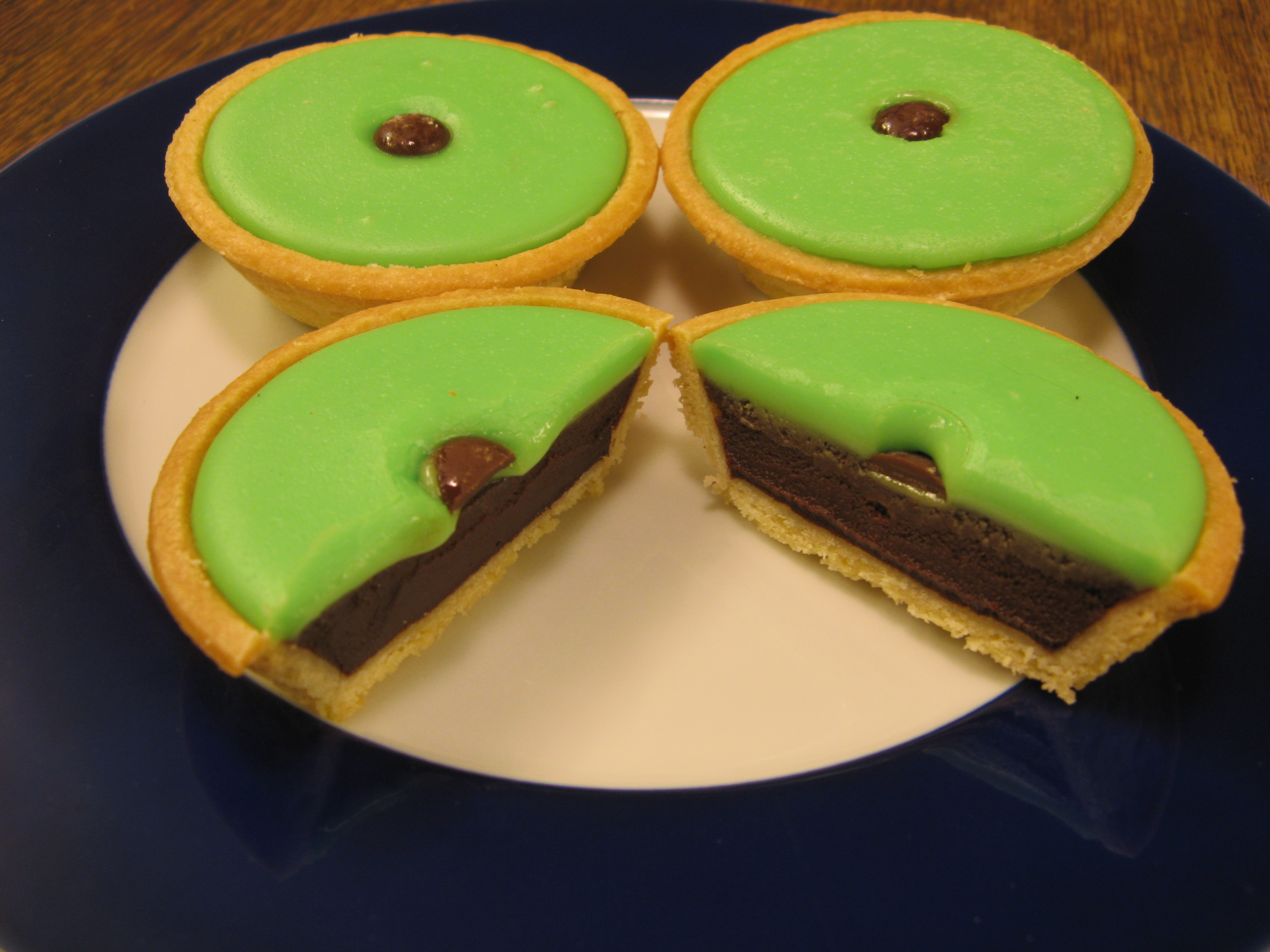
Разрезанный карак
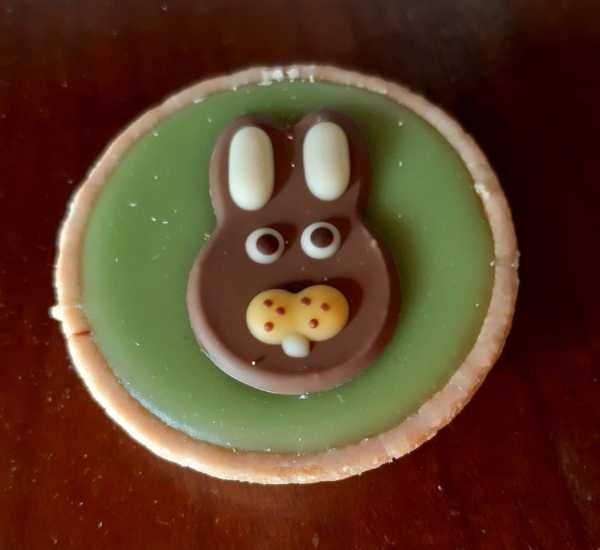
Пасхальный карак
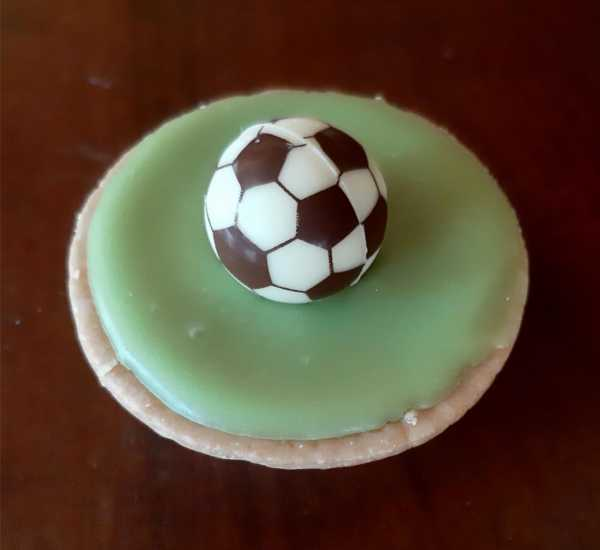
Карак посвящённый футболу
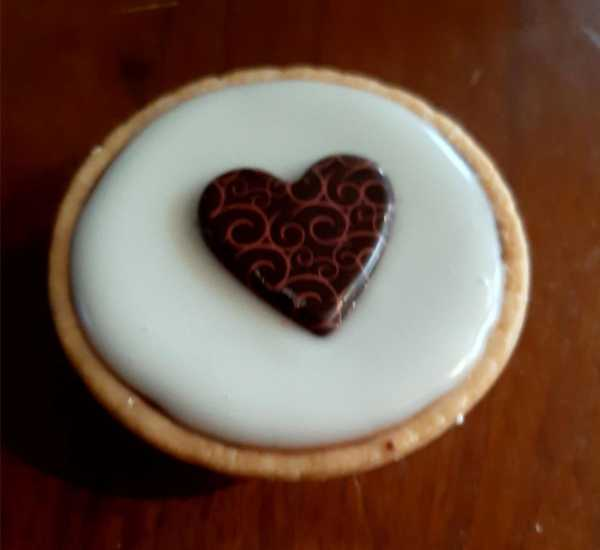
Карак на День Св.Валентина
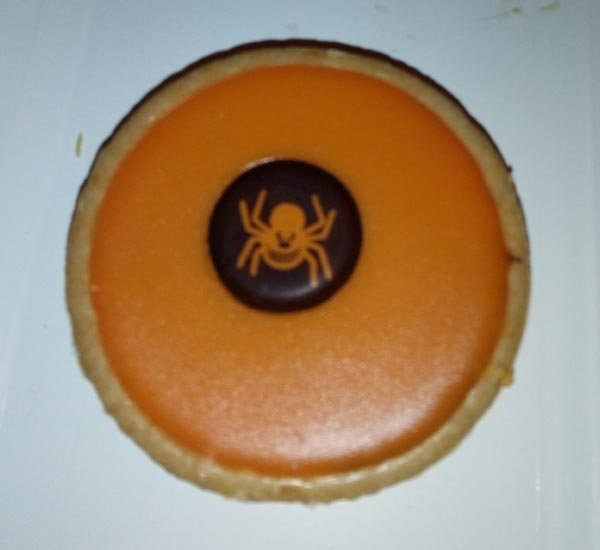
Карак на Хеллоуин